# 1938 en science
| Années de la science : 1935 - 1936 - 1937 - 1938 - 1939 - 1940 - 1941    |
| Décennies de la science : 1900 - 1910 - 1920 - 1930 - 1940 - 1950 - 1960 |

Cet article présente les faits marquants de l'année 1938 en science.

## Événements
- Avril : au Canada, fondation de l'Institut de microbiologie et d'hygiène de l'Université de Montréal par le docteur Armand Frappier ; les chercheurs perfectionnent le vaccin BCG contre la tuberculose[1].
- 6 juin : Sigmund Freud fuit le nazisme pour Londres[2].
- 21 juin : le mathématicien britannique Alan Turing soutient sa thèse de doctorat à Princeton intitulée Systems of Logic Based on Ordinals (en) (« Les systèmes logiques des nombres ordinaux »)[3].

- 25 juin : la vaccination contre la diphtérie est obligatoire en France[4].

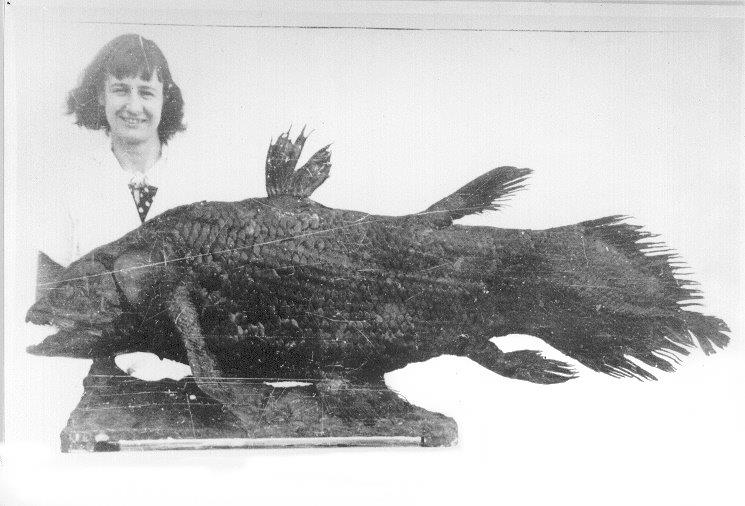
Marjorie Courtenay-Latimer et le cœlacanthe naturalisé après sa découverte.

- 22 décembre : Hendrik Goosen, un pêcheur afrikaans qui travaillait au large de l’embouchure de la Chalumna River, ramène à la surface un poisson peu banal ; la conservatrice du South African Museum du Cap, Marjorie Courtenay-Latimer, identifie la prise comme un cœlacanthe vivant, espèce du Dévonien que l'on croyait disparue depuis le Crétacé[5].

### Sciences physiques
- 15 février : dans un article publié par la Physical Review, le physicien américain Isidor Isaac Rabi énonce sa découverte du phénomène de résonance magnétique nucléaire (RMN) et le mesure par une méthode de jets atomiques[6].

- 12 avril : dans un article envoyé à l'Optical Society of America[7], les physiciens américain Herbert Eugene Ives et G. R. Stilwell rapportent une expérience qu'ils ont réalisée, destinée à mesurer l'effet Doppler transverse (EDT) pour vérifier l'une des conséquences prédites par la relativité restreinte[8].

- 7 septembre : dans un article envoyé à la Physical Review[9], le physicien américain d’origine allemande Hans Albrecht Bethe annonce sa découverte du cycle des transformations thermonucléaires pouvant expliquer l’origine de l’énergie du soleil et des étoiles chaudes[10].

- 16 novembre : Albert Hofmann, du laboratoire « Sandoz » à Bâle (Suisse) synthétise le LSD (Lyserge Saüre Diäthylamid) dont les propriétés hallucinogènes ne sont découvertes qu’en 1943[11].

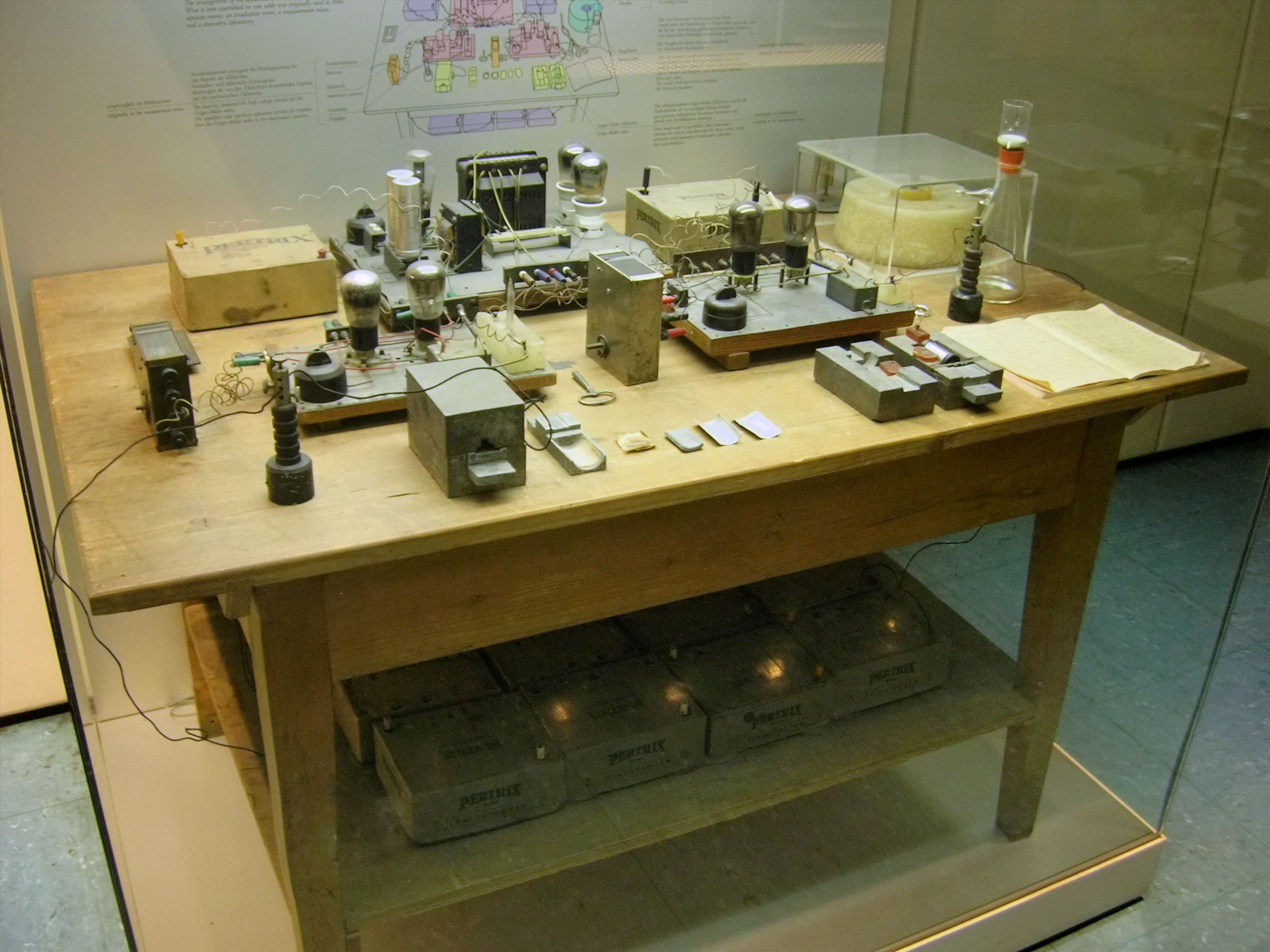
Table de travail utilisée par l'équipe de Otto Hahn pour réaliser leur expérience sur la fission nucléaire.

- 22 décembre : les physiciens allemands Otto Hahn, Lise Meitner et Fritz Strassmann envoient un article à la revue Naturwissenschaften pour annoncer leur découverte de la fission d’un noyau d’uranium sous un bombardement de neutrons qui donne du baryum (physique nucléaire)[12].

#### Astronomie
- 6 janvier : découverte de l'astéroïde (1444) Pannonia par l'astronome hongrois György Kulin à l'observatoire Konkoly[13]. Le nom est celui d'une province romaine qui s'étendait sur une partie de l'actuelle Hongrie. Découverte également de l'astéroïde (1445) Konkolya par G. Kulin, nommé en hommage à Miklós Konkoly-Thege, le fondateur de l'observatoire[14].
- 26 janvier : découverte des astéroïdes (1446) Sillanpää[15] et (1447) Utra[16] par l'astronome finlandais Yrjö Väisälä à Turku. Ces astéroïdes sont nommés respectivement en l'honneur de l'écrivain Yrjö Väisälä et de la ville de naissance du découvreur.

- 7 février : découverte de l'astéroïde (1674) Groeneveld par l'astronome allemand Karl Wilhelm Reinmuth à l'observatoire de Heidelberg[17]. L'astéroïde est nommé en l'honneur de l'astronome néerlandaise Ingrid van Houten-Groeneveld (1921-2015).
- 16 février : découverte de l'astéroïde (1448) Lindbladia par l'astronome finlandais Yrjö Väisälä à l'observatoire de Turku[18]. Il est nommé en hommage à l'astronome suédois Bertil Lindblad (1895-1965).

- 28 juin : une météorite estimée à 519 tonnes s'écrase dans un champ désert près de Chicora en Pennsylvanie (États-Unis)[19].

- 23 aout : découverte de l'astéroïde (1486) Marilyn par l'astronome belge Eugène Delporte à Uccle, nommé d'après le prénom de la fille de l'astronome américain Paul Herget[20].

### Technologie
- 17 janvier : l'ingénieur français Georges Valensi dépose un brevet sur un système de télévision couleur[21].

- Mars : le mathématicien français Louis Couffignal soutient sa thèse de doctorat intitulée Sur l'analyse mécanique. Application aux machines à calculer et aux calculs de la mécanique céleste[22]. Il y pose les principes du calculateur universel binaire électromécanique[23].

- 6 avril : le chimiste américain Roy Plunkett de Kinetic Chemicals dans le New Jersey découvre par hasard le polytétrafluoroéthylène, polymère commercialisé sous la marque téflon en 1945[24].

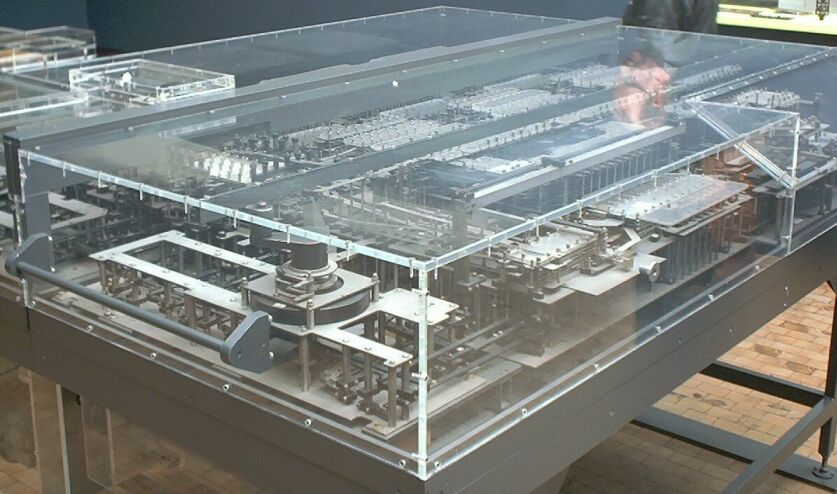
zuse 1, copie

- 25 avril : le journaliste hongrois László Bíró et son frère György, chimiste, déposent le brevet du « stylo à bille »[25].
- 3 octobre : l'ingénieur britannique Alec Reeves, employé aux Laboratoires ITT de Paris, dépose un brevet en France pour la modulation par impulsions et codage (MIC)[26].
- 22 octobre : l'ingénieur américain Chester Carlson invente la xérographie (photocopie)[27].

- Le physicien allemand Walter Schottky, chercheur chez Siemens AG, invente la diode à contact métal-semi-conducteur[28].

- L’ingénieur allemand Konrad Zuse met au point le Z1, premier calculateur binaire muni d'une mémoire à relais électromécaniques[29].

## Publications
- Albert Einstein et Leopold Infeld : The Evolution of Physics (en).
- Dorothy Hansine Andersen : Cystic Fibrosis of the Pancreas and its Relation to Celiac Disease. Il décrit la mucoviscidose comme une maladie à part entière pour la première fois.

## Prix
- Prix Nobel

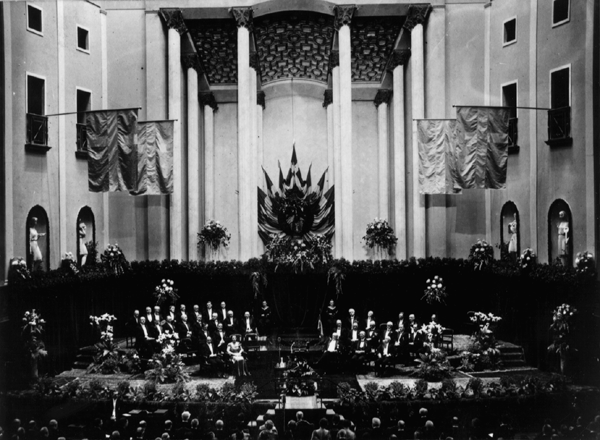
Cérémonie du prix Nobel en 1938

  - Physique : Enrico Fermi pour ses travaux en physique nucléaire.
  - Chimie : Richard Kuhn (allemand né en Autriche). Il doit décliner le prix sur ordre d’Hitler.
  - Physiologie ou médecine : Corneille Jean François Heymans pour sa découverte du rôle du sinus et de l’aorte dans la régularisation de la respiration.

- Médailles de la Royal Society
  - Médaille Copley : Niels Bohr
  - Médaille Darwin : Frederick Orpen Bower
  - Médaille Davy : George Barger
  - Médaille Hughes : John Cockcroft et Ernest Walton
  - Médaille royale : Ronald Fisher, Francis William Aston
  - Médaille Rumford : Robert Williams Wood

- Médailles de la Geological Society of London
  - Médaille Lyell : John Pringle
  - Médaille Murchison : Henry Bemrose
  - Médaille Wollaston : Maurice Lugeon

- Prix Jules-Janssen (astronomie) : Jules Baillaud
- Médaille Bruce (Astronomie) : Edwin Hubble
- Médaille Linnéenne : D'Arcy Wentworth Thompson

## Naissances

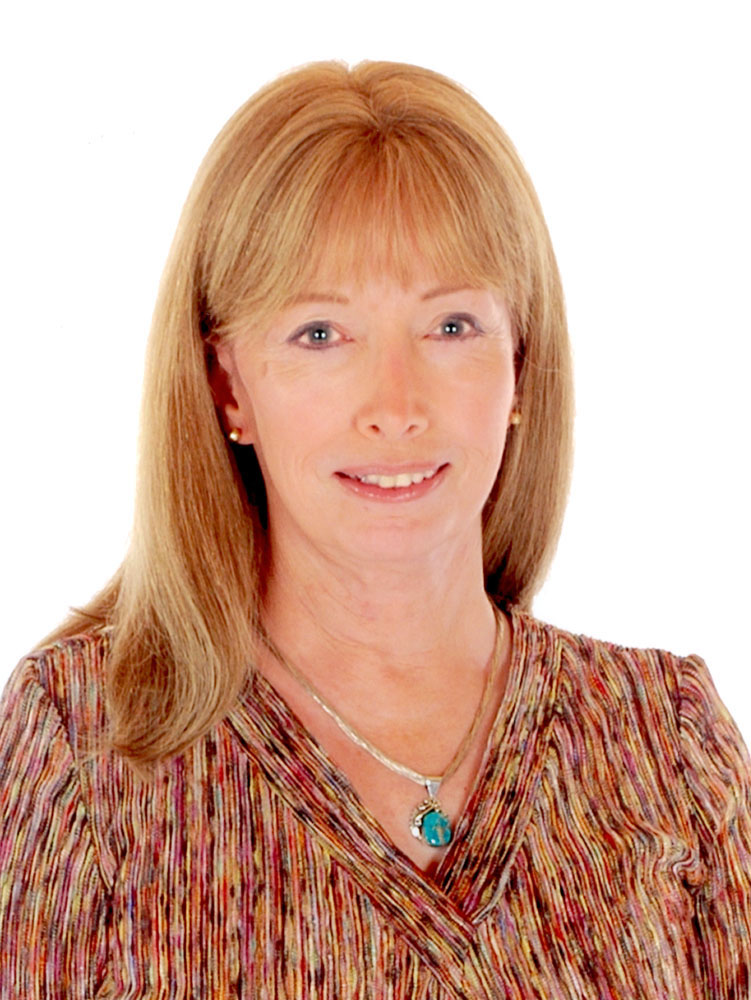
Lynn Conway

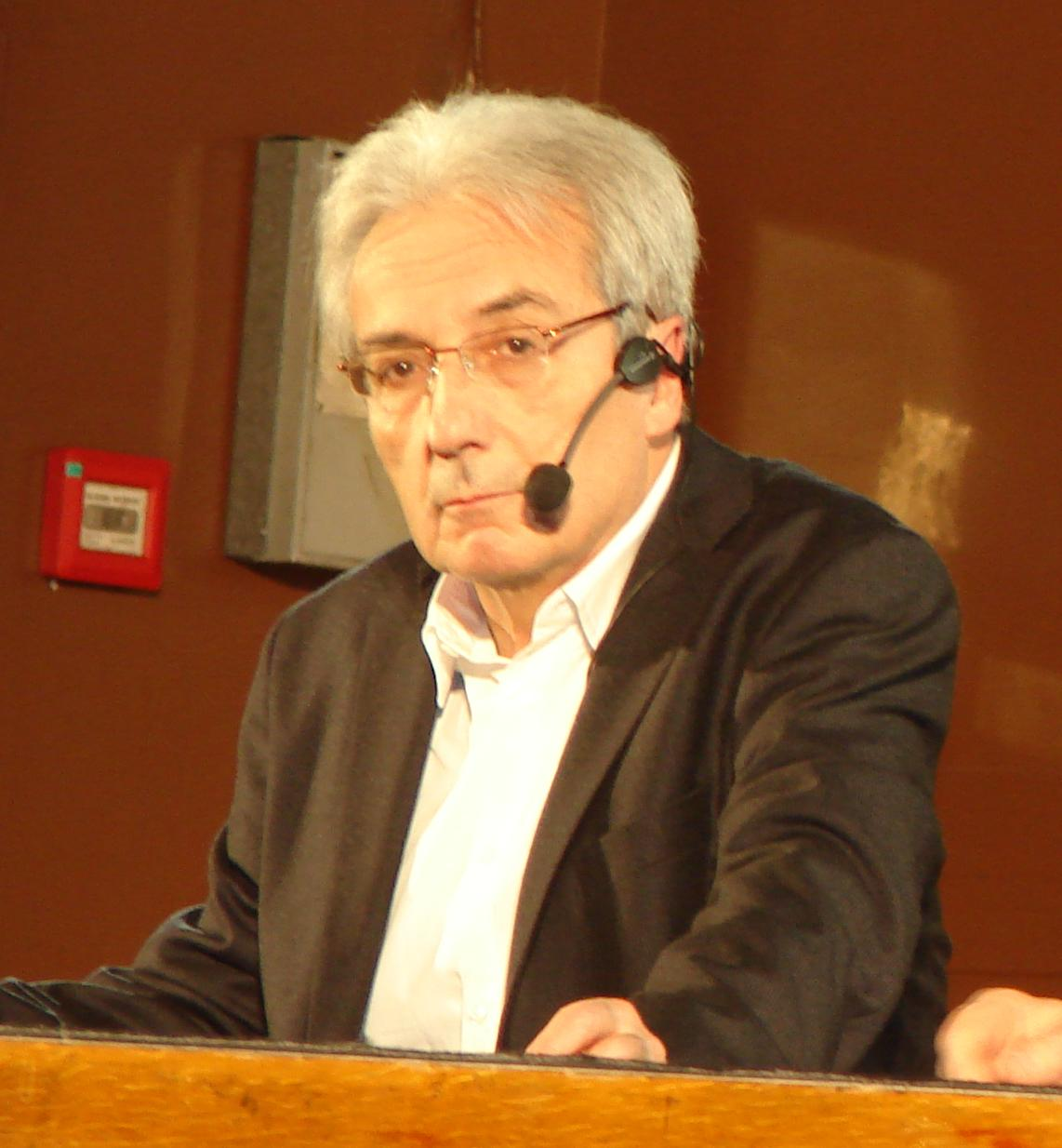
Albert Fert

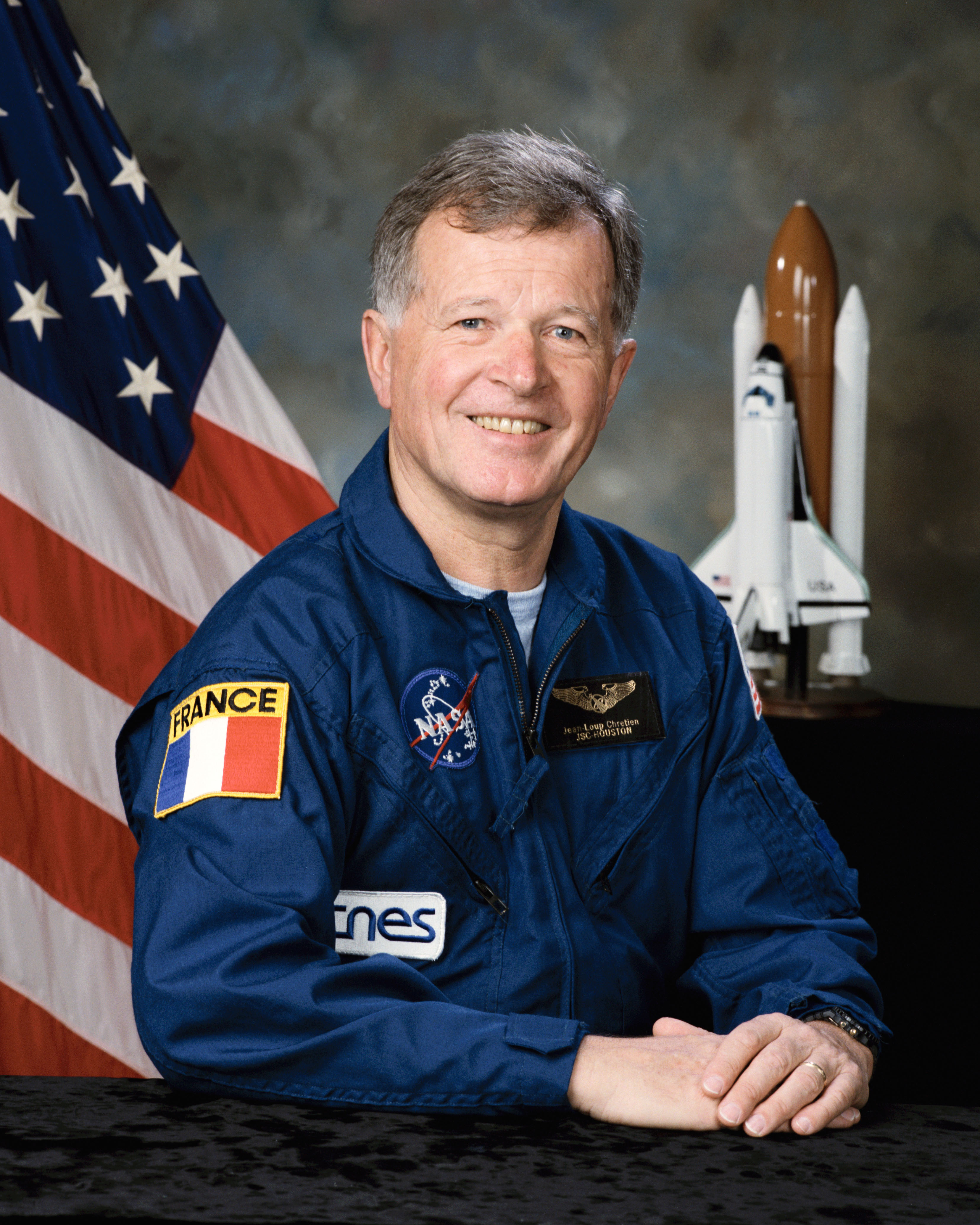
Jean-Loup Chrétien

- 2 janvier : Dana Ulery, informaticienne américaine.
- 8 janvier : Robert May (mort en 2020), scientifique, professeur et chercheur d'origine australienne.
- 10 janvier :
  - Lynn Conway (morte en 2024), informaticienne et inventrice américaine.
  - Donald Knuth, informaticien américain.
- 16 janvier : Frederick Rowbottom (mort en 2009), logicien et mathématicien anglais.
- 18 janvier : Yiannis Moschovakis, mathématicien et logicien greco-américain.
- 25 janvier : Elke Blumenthal, égyptologue allemande.
- 29 janvier : Jean Celeyrette, mathématicien et médiéviste, historien et philosophe des mathématiques français.

- 8 février : Melvyn Goldstein, anthropologue américain.
- 14 février : Achim Müller, chimiste et professeur de chimie allemand.
- 28 février : Maurice Marsac (mort en 1991), archéologue français.

- 4 mars : Jean Ginibre, mathématicien et physicien français.
- 5 mars : David A. Freedman (mort en 2008), statisticien américain.
- 7 mars :
  - David Baltimore, biologiste américain, prix Nobel de physiologie ou médecine en 1975.
  - Albert Fert, physicien français, prix Nobel de physique en 2007.
- 15 mars : Ashok Vijh, chimiste québécois.
- 26 mars : Anthony Leggett, physicien américano-britannique, prix Nobel de physique en 2003.
- 31 mars : Dennis H. Klatt (mort en 1988), chercheur américain en science de la parole et de l'audition.
- 11 avril : Pierre Sinaÿ, chimiste organicien français.
- 18 avril : Azedine Beschaouch, archéologue et historien tunisien.
- 26 avril : Manuel Blum, informaticien américain.
- 8 mai : 
  - Pierre Deslongchamps, chimiste québécois.
  - Bernadette Menu (morte en 2023), archéologue et égyptologue française.
- 16 mai : Ivan Sutherland, ingénieur en informatique américain.
- 24 mai : Bradley Efron, statisticien américain.
- 29 mai : Bernard Crettaz (mort en 2022), sociologue et ethnologue suisse.

- 3 juin : David L. Mills (mort en 2024), professeur américain d'informatique américain.
- 7 juin :
  - Gennadi Iakovlev (mort en 2024), botaniste soviétique puis russe.
  - Edwin Southern, biologiste moléculaire britannique.
- 7 juillet : Jan Assmann, égyptologue allemand.
- 10 juillet : John T. Gosling, physicien américain.
- 27 juillet : John Mark Deutch, chimiste et fonctionnaire américain.

- 1 août : Allan Franklin, physicien, historien des sciences et philosophe des sciences américain.
- 20 août : Jean-Loup Chrétien, spationaute français.
- 27 août : Napoléon Chagnon, anthropologue américain.

- 3 septembre : Ryōji Noyori, chimiste japonais, prix Nobel de chimie en 2001.
- 9 septembre : Charles H. Moore, informaticien américain.
- 15 septembre : James W. Christy, astronome américain.
- 23 septembre : Hartwig Altenmüller, égyptologue allemand.
- 30 septembre : Michel Serfati (mort en 2018), mathématicien, philosophe et historien des sciences français.

- 3 octobre : Alain Foucault, géologue français.
- 4 octobre : Kurt Wüthrich, chimiste suisse, prix Nobel de chimie en 2002.
- 12 octobre : Judith Grabiner, mathématicienne et historienne des mathématiques américaine.
- 21 octobre : James E. Gunn, astronome américain.
- 22 octobre : Mohamed Boumahrat, mathématicien et scientifique algérien.
- 26 octobre : Jacques Livage, chimiste français.

- 6 novembre : Jean-Raymond Abrial, informaticien français.
- 17 novembre : Frédéric Pham, mathématicien et physicien franco-vietnamien.
- 23 décembre : Robert E. Kahn, ingénieur américain.
- Allan Young, anthropologue canadien.
- David Lovelock, physicien théoricien et mathématicien britannique.

## Décès

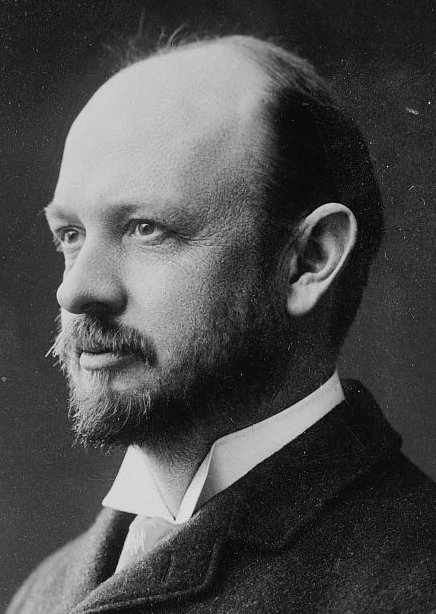
William Henry Pickering

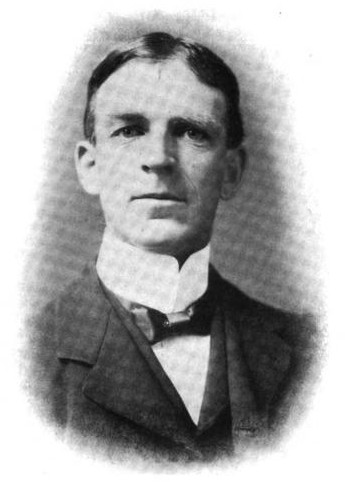
William Wallace Campbell

- 7 janvier : René Verneau (né en 1852), anthropologue français.
- 10 janvier : James Leslie Starkey (né en 1895), archéologue britannique.
- 17 janvier : William Henry Pickering (né en 1858), astronome américain.
- 29 janvier : Andreï Vassilievitch Martynov (né en 1879), paléontologue et entomologiste russe.

- 2 février : Alexandre Moret (né en 1868), égyptologue français.
- 4 février : Raymond Sabouraud (né en 1864), médecin français.
- 7 février : Francis Pease (né en 1881), astronome américain.
- 15 février : Félix Mesnil (né en 1868), biologiste français.
- 21 février : George Ellery Hale (né en 1868), astronome américain.
- 24 février : Max Wien (né en 1866), physicien allemand.
- 26 février : Fernand de Barrau (né en 1851), homme de lettres, historien et agronome.
- 28 février : Georges Daressy (né en 1864), égyptologue français.

- 6 mars : Michel Giacobini (né en 1873), astronome français.

- 11 avril : George Bird Grinnell (né en 1849), anthropologue, historien, naturaliste et écrivain américain.
- 25 avril : Gustav Tornier (né en 1859), zoologiste et paléontologue allemand.
- 26 avril : Edmund Husserl (né en 1859), philosophe, logicien et mathématicien allemand, fondateur de la phénoménologie.
- 10 mai : Campbell Cowan Edgar (né en 1870), égyptologue écossais.
- 22 mai : Kate Claghorn (née en 1864), statisticienne américaine.

- 4 juin : Ferdinand-Jean Darier (né en 1856), médecin français, pathologiste et dermatologue.
- 14 juin : William Wallace Campbell (né en 1862), astronome américain.
- 30 juin : Louis de Launay (né en 1860), géologue français.

- 18 juillet : Aymar de La Baume Pluvinel (né en 1860), astronome français.
- 22 juillet : Ernest William Brown (né en 1866), mathématicien et astronome américain d'origine britannique.
- 27 juillet : Thomas Crean (né en 1877), explorateur de l'Antarctique irlandais.

- 9 août : Leo Frobenius (né en 1873), ethnologue et archéologue allemand.
- 12 août : Ludwig Borchardt (né en 1863), égyptologue allemand.

- 5 octobre : Maurice Meslans (né en 1862), pharmacien et chimiste français.
- 22 octobre : Robert Mond (né en 1867), chimiste et industriel britannique.

- 2 novembre : Paul Hallez (né en 1846), zoologiste français.
- 5 novembre : Georges Urbain (né en 1872), chimiste français.

- 7 décembre : Boris Brutskus (né en 1874), économiste, agronome et statisticien russe.
- 27 décembre : Calvin Bridges (né en 1889), généticien américain.
- 31 décembre : Philippe Fabia (né en 1860), philologue et archéologue français.